# 斯克蘭頓 (阿肯色州)
斯克蘭頓（英語：Scranton）是一個位於美國阿肯色州洛根縣的城市。

## 地理
斯克蘭頓的座標為35°21′37″N 93°32′27″W / 35.36028°N 93.54083°W，而該地的平均海拔高度為266米（即874英尺）。

## 人口
根據20q0年美國人口普查的數據，斯克蘭頓的面積為1.31平方千米，皆為陸地。當地共有人口245人，而人口密度為每平方千米187人。